# Loxandrus agilis
Loxandrus agilis är en skalbaggsart som beskrevs av Pierre François Marie Auguste Dejean. Loxandrus agilis ingår i släktet Loxandrus och familjen jordlöpare. Inga underarter finns listade i Catalogue of Life.